# Patricia Marand
Patricia Marand, all'anagrafe Patricia Marandino (Brooklyn, 25 gennaio 1934 – New York, 27 novembre 2008) è stata un'attrice statunitense.

## Biografia
Figlia di Patrick e Justine Marandino, ha fatto il suo debutto a Broadway nei primi anni cinquanta nel musical Premio Pulitzer South Pacific, a cui seguì Wish You Were Here nel 1952. Nel 1955 tornò a Broadway nel musical The Pajama Game, prima come sostituta e poi come interprete principale del ruolo della protagonista Brenda. Nel 1966 tornò a Broadway per interpretare Lois Lane nel musical It's a Bird... It's a Plane... It's Superman per la regia di Harold Prince e per la sua performance fu candidata al Tony Award alla miglior attrice non protagonista in un musical. L'anno successivo tornò a Broadway per l'ultima volta per interpretare Dulcinea nel musical Man of La Mancha. Molto attiva anche in campo regionale, interpretò Anna Leonowens nella tournée statunitense di The King and I accanto al Re del Siam di Yul Brynner, oltre a recitare in ruoli principali nei musical Kiss Me, Kate, Guys and Dolls, Kismet ed Oklahoma!.
Patricia Marand è stata sposata con l'avvocato Irving Salem dal 1984 alla sua morte, avvenuta nel 2008 per un tumore cerebrale.

## Filmografia parziale

### Televisione
- I Soprano - serie TV, 1 episodio (2000)